# Gavaudun
Gavaudun è un comune francese di 298 abitanti situato nel dipartimento del Lot e Garonna nella regione della Nuova Aquitania.

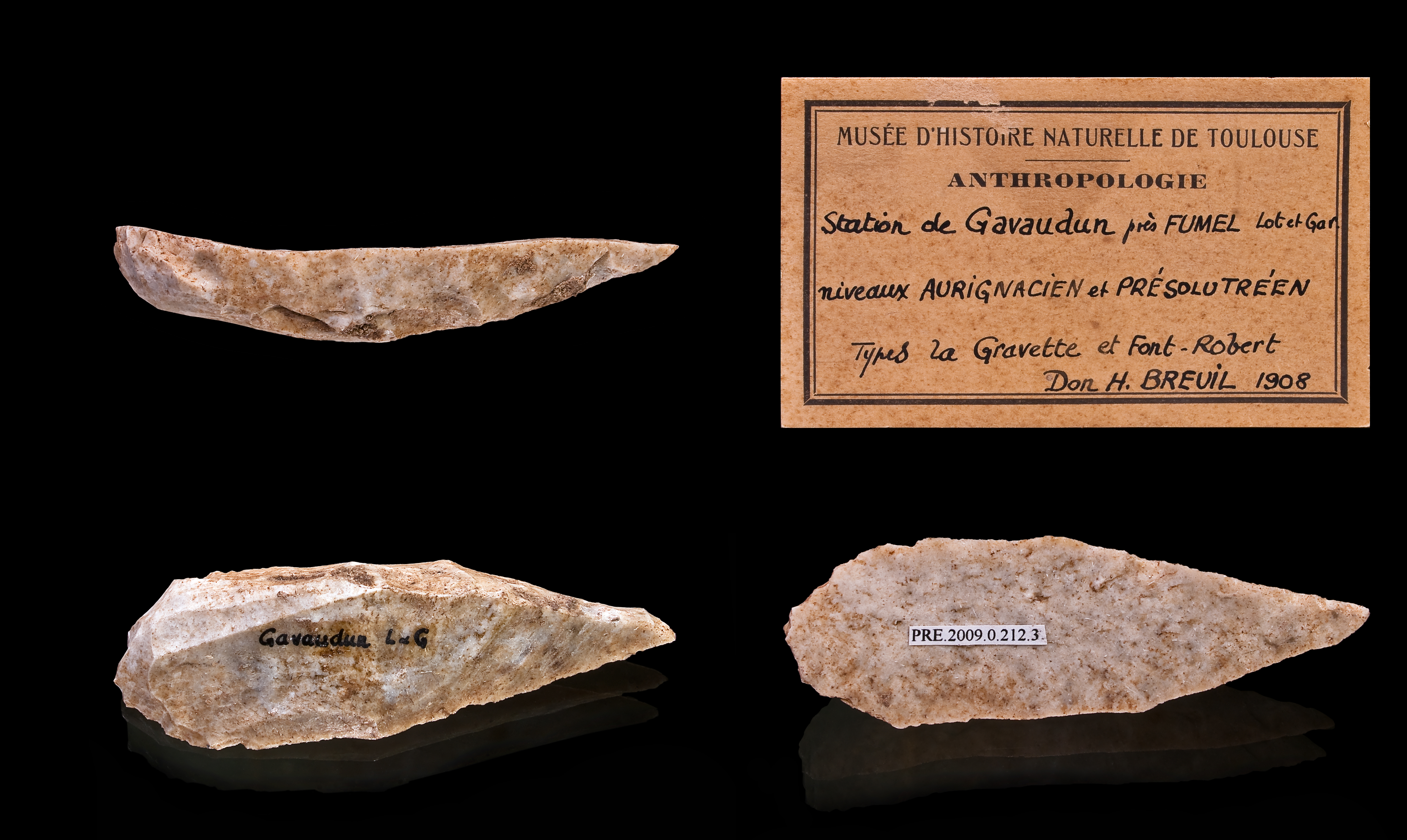
"Grattoir" - Aurignacien - Muséum de Toulouse.

Il territorio comunale è bagnato dalle acque del fiume Lède.

## Società

### Evoluzione demografica
Abitanti censiti